# Håvard Lorentzen
Håvard Holmefjord Lorentzen (Bergen, 2 de octubre de 1992) es un deportista noruego que compite en patinaje de velocidad sobre hielo.
Participó en tres Juegos Olímpicos de Invierno, obteniendo en total tres medallas, dos en Pyeongchang 2018, oro en los 500 m y plata en 1000 m, y una de bronce en Pekín 2022, en 1000 m, y el quinto lugar en Sochi 2014 (persecución por equipos).
Ganó cuatro medallas en el Campeonato Mundial de Patinaje de Velocidad sobre Hielo en Distancia Individual entre los años 2019 y 2024, y tres medallas en el Campeonato Mundial de Patinaje de Velocidad sobre Hielo en Distancia Corta entre los años 2017 y plata en 2022.
Además, obtuvo tres medallas en el Campeonato Europeo de Patinaje de Velocidad sobre Hielo en Distancia Individual entre los años 2020 y 2024, y una medalla de plata en el Campeonato Europeo de Patinaje de Velocidad sobre Hielo en Distancia Corta de 2019.

## Palmarés internacional
| Juegos Olímpicos                           | Juegos Olímpicos                | Juegos Olímpicos  | Juegos Olímpicos      |
| Año                                        | Lugar                           | Medalla           | Prueba                |
| ------------------------------------------ | ------------------------------- | ----------------- | --------------------- |
| 2018                                       | Pyeongchang (Corea del Sur)     | Medalla de oro    | 500 m                 |
| 2018                                       | Pyeongchang (Corea del Sur)     | Medalla de plata  | 1000 m                |
| 2022                                       | Pekín (China)                   | Medalla de bronce | 1000 m                |
| Campeonato Mundial en Distancia Individual |                                 |                   |                       |
| Año                                        | Lugar                           | Medalla           | Prueba                |
| 2019                                       | Inzell (Alemania)               | Medalla de plata  | 500 m                 |
| 2020                                       | Salt Lake City (Estados Unidos) | Medalla de bronce | Velocidad por equipos |
| 2023                                       | Heerenveen (Países Bajos)       | Medalla de bronce | Velocidad por equipos |
| 2024                                       | Calgary (Canadá)                | Medalla de bronce | Velocidad por equipos |
| Campeonato Mundial en Distancia Corta      |                                 |                   |                       |
| Año                                        | Lugar                           | Medalla           | Prueba                |
| 2017                                       | Calgary (Canadá)                | Medalla de plata  | Clasificación general |
| 2018                                       | Changchun (China)               | Medalla de oro    | Clasificación general |
| 2022                                       | Hamar (Noruega)                 | Medalla de bronce | Clasificación general |
| Campeonato Europeo en Distancia Individual |                                 |                   |                       |
| Año                                        | Lugar                           | Medalla           | Prueba                |
| 2020                                       | Heerenveen (Países Bajos)       | Medalla de plata  | Velocidad por equipos |
| 2022                                       | Heerenveen (Países Bajos)       | Medalla de plata  | Velocidad por equipos |
| 2024                                       | Heerenveen (Países Bajos)       | Medalla de plata  | Velocidad por equipos |
| Campeonato Europeo en Distancia Corta      |                                 |                   |                       |
| Año                                        | Lugar                           | Medalla           | Prueba                |
| 2019                                       | Collalbo (Italia)               | Medalla de plata  | Clasificación general |